# 维特雷城堡

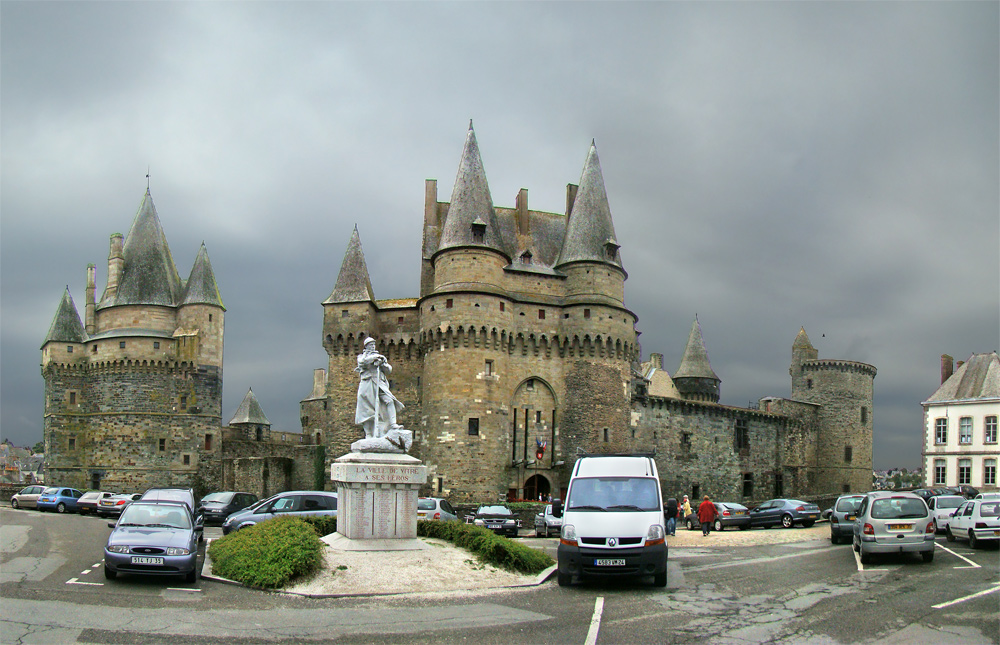
东立面和城堡广场

维特雷城堡（Château de Vitré）是一座法国中世纪城堡，位于布列塔尼大区伊勒-维莱讷省的维特雷。
维特雷的第一座城堡于大约公元1000年兴建在圣十字山上，用木材建造。这座城堡被烧毁多次，最终归属本笃会的马尔穆捷修道院。 
维特雷的第一座石头城堡由男爵罗伯特一世兴建于11世纪末。地址选择在一个俯视维莱讷河流域的岩石岬角。罗曼式建筑风格的门道保留至今。在13世纪上半叶，男爵安德烈三世重建了目前的三角形式，周围由干护城河环绕。
在他去世后，土地归属拉瓦尔家族。15世纪时扩建了城堡。在这一时期最终完成了防御工程，特别是配备有双吊桥和炮孔的门楼圣洛朗塔（tour Saint-Laurent）和玛格达莱妮塔（tour de la Madeleine）。然而，在1487年，拉瓦尔的盖伊十五世未经战斗就向法国军队打开了城堡。

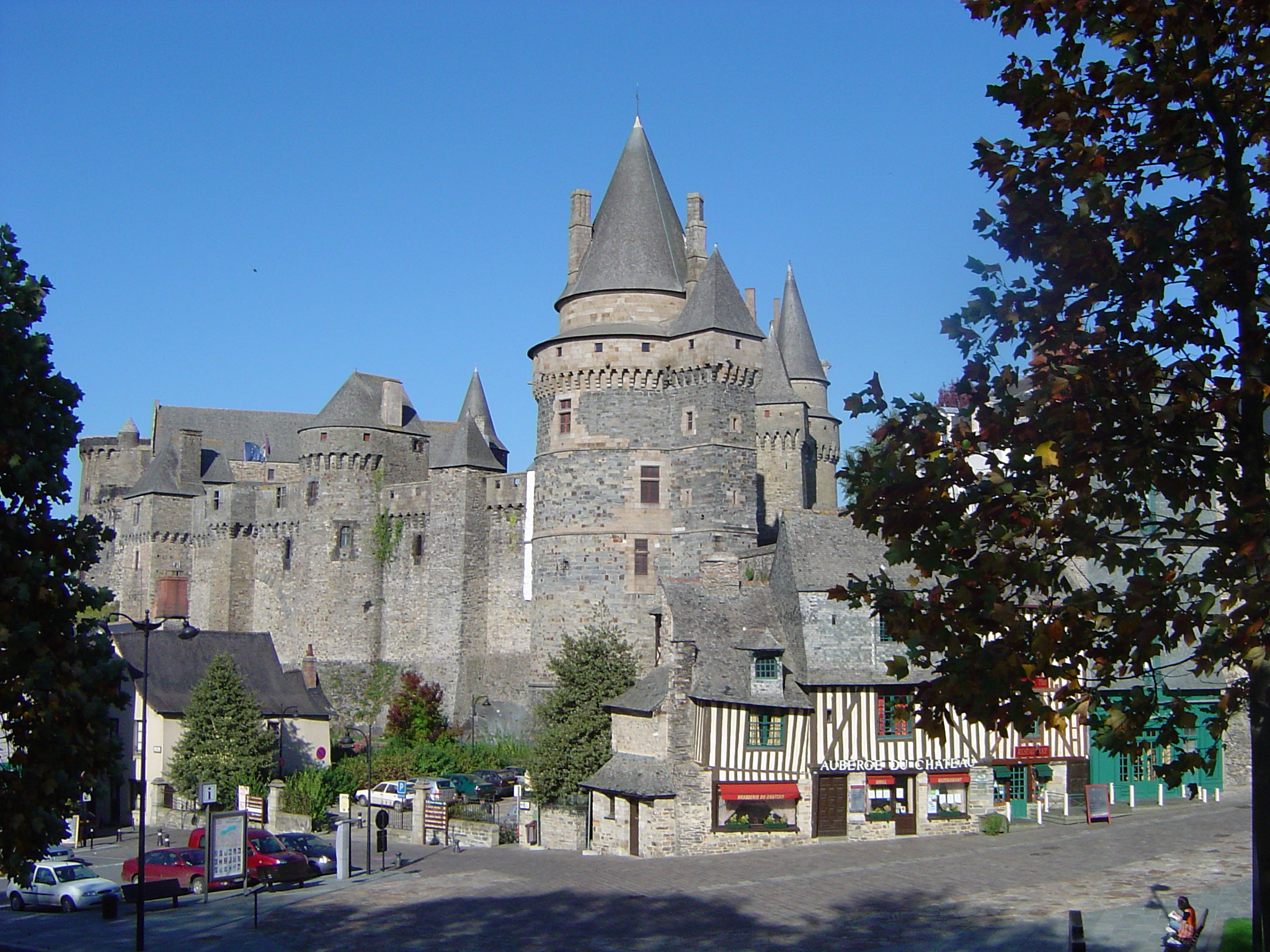
南立面和圣伊夫广场

从15世纪末，改建转向提高城堡的舒适性，包括兴建画廊和一个文艺复兴风格的圣堂（1530年）。由于黑死病在雷恩肆虐，布列塔尼议会曾经三次到城堡避难：1564年、1582年和1583年。 
从1547年到1605年之间，维特雷城堡成为庇护新教的堡垒。1589年，城堡抵挡了历时5个月的围困。1605年，城堡成为特雷穆瓦耶家族的财产。城堡在17世纪被遗弃，开始衰落，在18世纪末圣洛朗塔局部倒塌，火灾又摧毁了住宅。一座监狱占据了城堡北部，包括玛格达莱妮塔。
1820年，维特雷市用8500法郎购买了这座城堡。1872年，它被列为法国历史古迹。1875年，在建筑师达西指导下进行修复，次年向公众开放。城堡外的城堡广场（Place du Château）用作一个停车场，在2007年加以改建，以烘托这座宏伟的法国城堡。